# Palmorchis
Palmorchis là một chi thực vật có hoa trong họ, Orchidaceae.